# Конголезский павлин
Конголе́зский, или африка́нский, павли́н (Afropavo congensis Chapin, 1936), — единственный эндемичный для Африки представитель подсемейства фазанов (Phasianinae) и единственный вид из одноимённого рода (Afropavo Chapin, 1936).

## Филогенетическое происхождение
Изначально монотипический род Afropavo считали родственным роду азиатских павлинов Pavo. Однако Afropavo обнаруживает значительные отличия от Pavo в морфологии (относительно слабый половой диморфизм, отсутствие примечательного шлейфа или специализированных перьев, содержащих глазки, у самца) и репродуктивном поведении.
Распространение Afropavo на значительном удалении от Pavo и других фазанов, обитающих в Юго-Восточной Азии, также представляет собой биогеографическую загадку.
Секвенирование участков митохондриальной ДНК Afropavo и их сравнение с аналогичными последовательностями Pavo и других курообразных убедительно показали тесное родство африканского и азиатских павлинов и предположительное время дивергенции двух родов в позднем миоцене.

## Общая характеристика
Впервые описан американским зоологом Джеймсом Чапином (англ. James Paul Chapin, 1889—1964) в 1936 году, став одной из самых неожиданных орнитологических находок XX века.
Неодомашнен. Живёт на высоте 350—1500 м во влажных лесах Заира, в бассейне реки Конго.

## Внешний вид
Длина самца 64—70 см, самки — 60—63 см.
Голова у самца голая, сине-серого цвета, горло оранжево-красное, остальная часть шеи прикрыта короткими бархатисто-чёрными пёрышками; на голове хохол в виде пучка прямостоящих перьев. Верхняя часть тела бронзово-зелёная с большими каймами фиолетового цвета, а на надхвостье яркие овальные пятна, как у азиатских павлинов.
Хвост чёрный с зеленовато-голубыми каймами на концах перьев, нижняя сторона темно-зелёная, подхвостье чёрное. Клюв голубовато-серый. Длинные ноги имеют по одной шпоре, которые в укороченном виде есть и у самки.
Самка на голове тоже имеет хохол из каштаново-бурых перьев, голые части головы серо-бурые, а шеи — красного цвета. Верх тела зелёный со светло-бурой полосатостью и металлическим блеском:

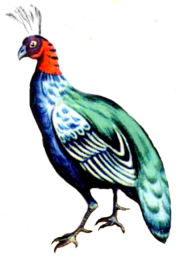
Самец африканского павлина имеет красивую красно-сине-зелёную окраску оперения
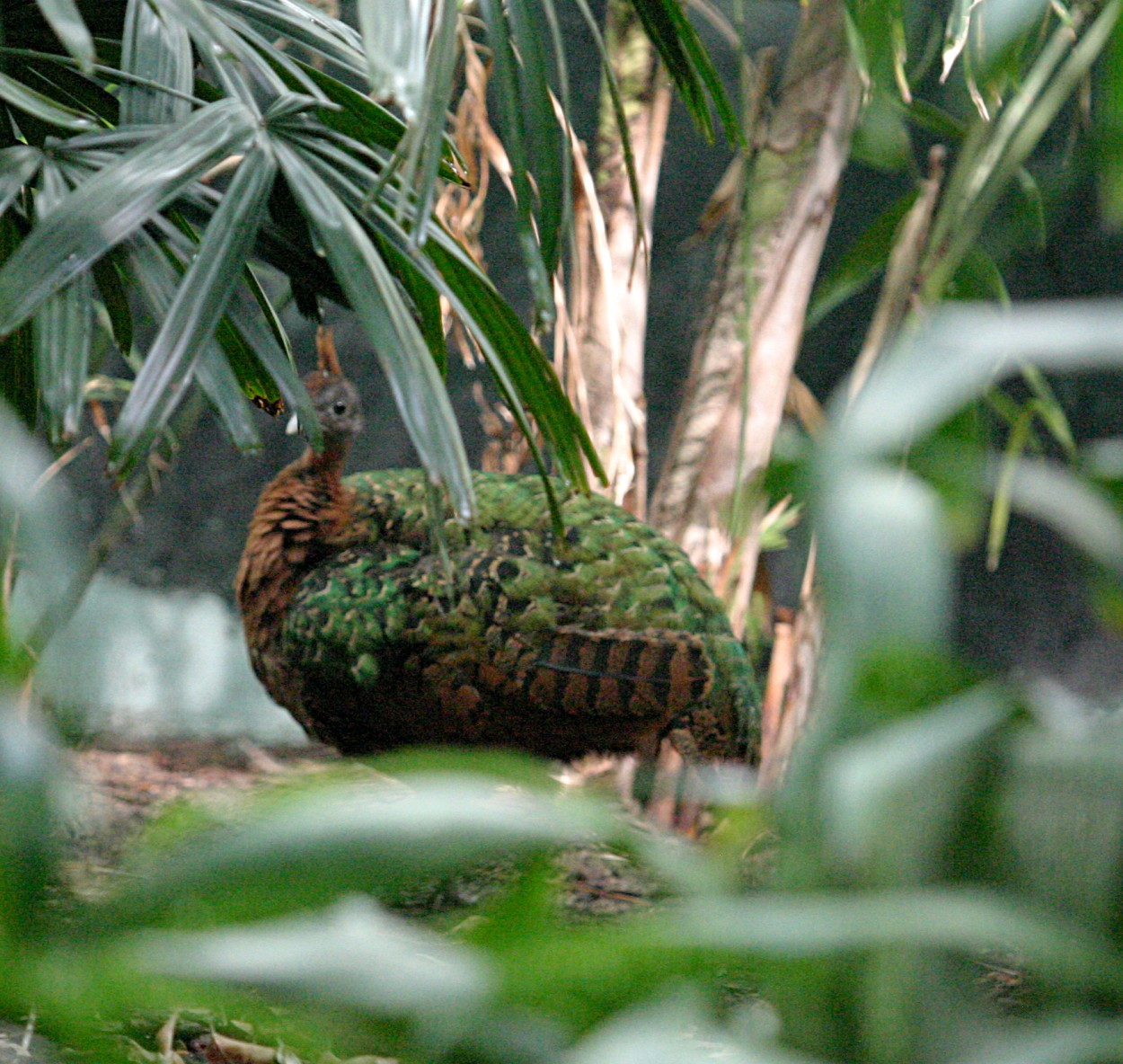
Самка в Зоосаду округа Милуоки (Висконсин, США)

## Размножение
Является моногамным видом.
Гнёзда строит на высоких пнях, в расщепах сломанных стволов, в замшелых развилках ветвей. Самка откладывает и насиживает 2—4 яйца. Самец во время насиживания находится рядом и охраняет гнездо. Период инкубации яиц — 26—27 дней.

## Генетика
Кариотип: 76 хромосом (2n).
Сравнение кариотипов A. congensis, P. cristatus и некоторых других курообразных выявило максимальное морфологическое сходство между хромосомами африканского и обыкновенного павлинов.
Молекулярная генетика
- Депонированные нуклеотидные последовательности в базе данных EntrezNucleotide, GenBank, NCBI, США: 2016 (по состоянию на 18 февраля 2015).
- Депонированные последовательности белков в базе данных EntrezProtein, GenBank, NCBI, США: 12 (по состоянию на 18 февраля 2015).